# Liste des présidents de Galice
Cet article dresse la liste des titulaires du poste de président de la Junte de Galice depuis l'approbation du décret-loi du 18 mars 1978, établissant le régime de pré-autonomie de la Galice.

## Liste
| Président            | Président               | Dates                                                           | Parti | Remarque                                                            |
| -------------------- | ----------------------- | --------------------------------------------------------------- | ----- | ------------------------------------------------------------------- |
| Période pré-autonome |                         |                                                                 |       |                                                                     |
|                      | Antonio Rosón           | 11 avril 1978 - 9 juin 1979 (1 an, 1 mois et 29 jours)          | UCD   |                                                                     |
|                      | José Quiroga            | 9 juin 1979 - 13 janvier 1982 (2 ans, 7 mois et 4 jours)        | UCD   |                                                                     |
| Période autonome     |                         |                                                                 |       |                                                                     |
|                      | Gerardo Fernández Albor | 13 janvier 1982 - 28 septembre 1987 (5 ans, 8 mois et 15 jours) | AP    | Renversé par une motion de censure                                  |
|                      | Fernando González Laxe  | 28 septembre 1987 - 2 février 1990 (2 ans, 4 mois et 5 jours)   | PSOE  | Gouvernement de coalition avec les nationalistes                    |
|                      | Manuel Fraga            | 2 février 1990 - 1er août 2005 (15 ans, 5 mois et 30 jours)     | PP    | Record de longévité                                                 |
|                      | Emilio Pérez Touriño    | 1er août 2005 - 18 avril 2009 (3 ans, 8 mois et 17 jours)       | PSOE  | Gouvernement de coalition avec les nationalistes                    |
|                      | Alberto Núñez Feijóo    | 18 avril 2009 - 13 mai 2022 (13 ans et 25 jours)                | PP    | Quitte ses fonctions après être devenu président du Parti populaire |
|                      | Alfonso Rueda           | Depuis le 13 mai 2022 (2 ans, 10 mois et 7 jours)               | PP    | Conseiller à la Présidence (2009-2022)                              |